# チョベリグ (ベリーグッドマンのアルバム)
『チョベリグ』は、2022年4月24日にTEPPAN MUSICより発売されたベリーグッドマンの3枚目のミニアルバム。デジタル配信限定。

## 概要
- 「チョベリグ」のMVが配信開始前夜4月23日の22:00に公開された[1]。
- 「Nice Bokeh」のミュージックビデオは関西サイクルスポーツセンターで撮影が行われたが、事前交渉はRoverが直接行いほかのメンバーは現場に到着するまでどこで撮影するか知らされていなかった。またこのMV撮影が縁で2022年10月より関西サイクルスポーツセンターのCMにメンバーが出演することになった。
- 「明日」のピアノ演奏はレディー・ガガが認めたKIMIKAのバンドマスターを務める久光力[2]。
- 配信開始の同日はMOCAの34歳の誕生日である。

## 収録曲
| #         | タイトル                    | 作詞             | 作曲             | 編曲                  | 時間  |
| --------- | --------------------------- | ---------------- | ---------------- | --------------------- | ----- |
| 1.        | 「チョベリグ」              | ベリーグッドマン | ベリーグッドマン | HiDEX                 | 2:45  |
| 2.        | 「Nice Bokeh」              | ベリーグッドマン | ベリーグッドマン | ROVER（ROYALcomfort） | 2:37  |
| 3.        | 「いいね」                  | ベリーグッドマン | ベリーグッドマン | HiDEX                 | 3:06  |
| 4.        | 「She's my beautiful girl」 | ベリーグッドマン | ベリーグッドマン | HiDEX                 | 3:06  |
| 5.        | 「明日」                    | ベリーグッドマン | ベリーグッドマン | HiDEX                 | 3:22  |
| 合計時間: | 合計時間:                   | 合計時間:        | 合計時間:        | 合計時間:             | 14:56 |

## タイアップ
- チョベリグ - MBSテレビ『MM-TV』2022年5月度エンディングテーマ

## プロ野球選手登場曲一覧
- チョベリグ
  - 阪神タイガース - 中野拓夢（2023年）
- 明日
  - 北海道日本ハムファイターズ - 石川亮（2022年）